# دولت منطقه‌ای
یک دولت منطقه‌ای یا یک دولت واحد منطقه‌ای، اصطلاحی است که برای نشان دادن نوعی از دولت که به‌طور رسمی واحد است، اما در آن درجه بالایی از قدرت سیاسی به شدت به دولت‌های منطقه‌ای غیرمتمرکز شده، داده شده‌است. این در تضاد با دولتی است که بر اساس اصول فدرالیسم سازماندهی شده‌است (یا یک جمهوری فدرال مانند ایالات متحده، برزیل، یا هند یا یک پادشاهی مشروطه فدرال مانند بلژیک یا مالزی) که در آن اختیارات مناطق در قانون اساسی ذکر شده‌است. در بسیاری از موارد، مناطق بر اساس تقسیمات فرهنگی یا منطقه ای طولانی مدت است.

## اروپا
بسیاری از دولت‌های منطقه‌ای در اروپا وجود دارند، زیرا بسیاری از دولت‌های اروپایی بسیار قدیمی هستند و ساختارهای قانون اساسی آنها از پادشاهی مطلقه تکامل یافته و معتقدند که قدرت از دولت مرکزی ناشی می‌شود. این بدان معناست که هرگونه خودمختاری منطقه‌ای از نظر تئوریک فقط در اختیار دولت مرکزی وجود دارد. با این حال، در عمل، اگر دولت مرکزی بخواهد خودمختاری یک منطقه را لغو کند، مقاومت مردمی و سیاسی عظیمی وجود خواهد داشت. این را می‌توان در مخالفت با اعمال حکومت مستقیم دولت اسپانیا در کاتالونیا در طول بحران کاتالونیا و بلافاصله پس از آن مشاهده کرد. از آن زمان استقلال کاتالونیا احیا شده‌است.

### ایتالیا
ایتالیا یکی دیگر از کشورهای منطقه ای اروپایی است، زیرا به ۲۰ منطقه تقسیم شده‌است که قدرت قابل توجهی دارند. پنج منطقه (سیسیل، ساردینیا، فریولی ونزیا جولیا، ترنتینو-آلتو آدیجه/سودتیرول و وال دآئوستا) نسبت به سایرین خودمختارتر هستند. مانند اسپانیا، برخی از سیاستمداران و احزاب سیاسی در این کشور، به ویژه آنهایی که ایدئولوژی منطقه گرایی را بیان می‌کنند، طرفدار استقرار یک سیستم فدرال در ایتالیا هستند.

### اسپانیا
یکی از نمونه‌های یک دولت منطقه‌ای اسپانیا است که به جوامع خودمختار تقسیم می‌شود که ارگان‌های دولتی خودمختار هستند که درجه زیادی از قانون‌گذاری و در برخی موارد اختیارات تعیین مالیات را اعمال می‌کنند، اما رسماً مخلوقات دولت مرکزی هستند. آنها برای تضمین خودمختاری محدود برای ملیت‌ها و مناطق اسپانیا مانند کاتالان‌ها و گالیسیایی‌ها و سایرین طراحی شده‌اند. بسیاری از احزاب سیاسی در اسپانیا، به ویژه آنهایی که یکی از ناسیونالیسم‌های منطقه‌ای مختلف را بیان می‌کنند، خواستار ایجاد یک سیستم فدرال کامل در این کشور شده‌اند، برخلاف سیستم فعلی، که اغلب به عنوان «فدرالیسم در عمل نه در اسم» یا «اختیارعمل بدون فدرالیسم» توصیف می‌شود.

### دیگر
اروپا قاره ای است که بیشترین کشورهای منطقه را دارد. اگرچه اسپانیا و ایتالیا به دلیل ساختارهای منطقه ای خود شناخته شده‌ترین هستند، یونان، اوکراین، فرانسه و بریتانیا همگی منطقه ای هستند و به ترتیب به ادارات غیرمتمرکز یونان، استان‌های اوکراین، ناحیه‌های فرانسه و کشورهای بریتانیا تقسیم می‌شوند. (بریتانیا تعدادی دیگر از انواع دولت‌های واگذار شده دارد: جزیره‌های وابسته به تاج‌وتخت بریتانیا و سرزمین‌های فرادریایی بریتانیا). همچنین فدراسیون‌های متعددی در اروپا وجود دارد، به ویژه آلمان، اتریش و بلژیک، اما همچنین بوسنی و هرزگوین، روسیه، سوئیس و به‌طور قابل بحث پادشاهی هلند (نباید با هلند اشتباه گرفت، که یکی از کشورهای سازنده آن را تشکیل می‌دهد، اگرچه اکثراً بیشترین کشور را تشکیل می‌دهد. یکی از موارد مهم؛ این آخرین نیز می‌تواند یک ایالت منطقه ای با توجه به وظایف دولت استانی آنها در نظر گرفته شود.
کشورهای دیگر مانند صربستان، پرتغال یا فنلاند قدرت را به مناطق خاصی واگذار کرده‌اند اما منطقه ای نشده‌اند زیرا سیستم منطقه ای در سراسر کشور گسترش نمی‌یابد.

## قاره آمریکا
تنها چهار ایالت منطقه ای در قاره آمریکا وجود دارد: بولیوی، شیلی، کلمبیا و پرو. دلیل آن این است که در قاره آمریکا به‌طور متوسط اخیراً بسیار بیشتر از اروپا ایجاد شده‌است؛ بنابراین، ساختارهای فدرال بسیار رایج تر است و در ایالات متحده، کانادا، مکزیک، برزیل، آرژانتین، ونزوئلا و سابقاً فدراسیون هند غربی یافت می‌شود. کشورهای دیگر مانند نیکاراگوئه، سنت کیتس و نویس و آنتیگوا و باربودا قدرت را به مناطق خاصی واگذار کرده‌اند، اما منطقه‌ای نشده‌اند، زیرا سیستم منطقه‌ای در سراسر کشور گسترش نمی‌یابد.

### سرزمین‌های اروپایی
چندین کشور اروپایی (یعنی فرانسه، هلند و بریتانیا) دارای سرزمین‌های فرادریایی در دریای کارائیب هستند که دولت‌های خود را واگذار کرده‌اند.

## آسیا و اقیانوسیه

### جمهوری خلق چین
چین تحت حاکمیت کمونیستی ممکن است یک کشور منطقه ای در نظر گرفته شود زیرا سطوح قابل توجهی از قدرت توسط استان‌ها و مناطق خودمختار و همچنین مناطق ویژه اداری اعمال می‌شود. استان‌ها چنان درجه ای از اقتدار مستقل را اعمال می‌کنند که برخی از تحلیلگران ادعا می‌کنند که یک فدراسیون واقعی در چین وجود دارد، زیرا به دلیل تفاوت‌های چشمگیر در ماهیت سیاست‌های ایالتی بین استان‌ها، نمونه ای از مدل رقیب چونگ کینگ و مدل گوانگدونگ است.

### اندونزی
اندونزی یک کشور واحد منطقه ای است. این کشور زمانی برای مدت کوتاهی پس از استقلال خود تحت نام ایالات متحده اندونزی یک کشور فدرال بود، اما این سیستم در سال ۱۹۵۰ با یک سیستم واحد جایگزین شد. با این حال، کشور به استان‌هایی تقسیم می‌شود که به دلیل وسعت کشور، قدرت قابل توجهی بر مسائل محلی دارند. علاوه بر این، برخی از مناطق مانند گینه نو غربی و آچه به دلیل روابط منحصر به فرد و اغلب ناهموارشان با دولت ملی، خودمختاری بیشتری دارند. سلطان نشین یوگیاکارتا نیز منطقه ای از اندونزی است که روابط ویژه ای با دولت مرکزی دارد، زیرا سلطنتی است که در آن سلطان یوگیاکارتا در موقعیتی شبیه به فرمانداری خدمت می‌کند.

### فیلیپین
فیلیپین به استان‌ها و منطقه خودمختار بانگسامورو تقسیم می‌شود. استان‌ها از اقتدار قابل توجهی در مسائل محلی استفاده می‌کنند. بسیاری از مردم فیلیپین ایجاد یک فدراسیون را پیشنهاد می‌کنند.

### جمهوری چین (تایوان)
جمهوری چین که از سال ۱۹۴۵ بر تایوان حکومت می‌کند، می‌تواند به عنوان یک ایالت منطقه ای در نظر گرفته شود زیرا تعدادی شهرستان و شهر استانی وجود دارد که طبق قانون دولت محلی خودگردان هستند. همچنین مناطق بومی در سراسر جزیره وجود دارد که در مناطق جنوبی تایوان متمرکز شده‌اند.

### نیوزلند
نیوزلند برای اهداف دولت محلی به شانزده منطقه (مائوری: Ngā takiwā) تقسیم شده‌است. یازده مورد توسط شوراهای منطقه ای (رده بالای دولت محلی) و پنج مورد توسط مقامات واحد اداره می‌شوند که مقامات سرزمینی (لایه دوم دولت محلی) هستند که وظایف شوراهای منطقه ای را نیز انجام می‌دهند. شورای جزایر چاتم یک منطقه نیست، بلکه شبیه به یک مرجع واحد است که تحت قوانین خود مجاز است. اختیارات و وظایف توسط قانون دولت محلی (۲۰۰۲) ایجاد شده‌است.
چندین کشور منطقه ای در آفریقا وجود دارد. آنها متداول هستند زیرا همه کشورهای این قاره به جز لیبریا و اتیوپی در قرن ۲۰ یا ۲۱ به وجود آمدند و بنابراین در ایجاد دولت‌های خود توسط ساختارهای قانون اساسی قدیمی محدود نشدند.

### آفریقای جنوبی
آفریقای جنوبی یک دولت منطقه ای است که به چند استان تقسیم شده‌است که همگی دارای قوه مقننه و نخست‌وزیر پارلمانی منتخب استانی هستند و درجات قابل توجهی از اقتدار را اعمال می‌کنند. برخی از مردم و احزاب سیاسی، به ویژه حزب آزادی اینکاتا، از ایجاد یک سیستم فدرال حمایت می‌کنند که در آن استان‌ها واحدهای فدرال باشند.

### تانزانیا
تانزانیا به ۲۱ استان و همچنین زنگبار تقسیم شده‌است. مناطق قدرت سیاسی زیادی دارند. با این حال، زنگبار از سایرین خودمختارتر است و رهبر خود، رئیس‌جمهور زنگبار و قوه مقننه، مجلس نمایندگان زنگبار، دارد.

### دیگران
آفریقای جنوبی و تانزانیا تنها کشورهای منطقه ای واقعی در آفریقا هستند، اما برخی از کشورهای دیگر جنبه‌های مشابهی دارند. مراکش به مناطقی تقسیم می‌شود که تا حدودی از قدرت برخوردارند، اما از اختیارات منطقه‌ای کمتری نسبت به مناطق کشورهای واقعی منطقه‌ای برخوردارند. سایر کشورهای متحد مانند اوگاندا یا غنا برخی از مقامات سنتی محلی را به رسمیت می‌شناسند.